# Maliattha guttifera
Maliattha guttifera là một loài bướm đêm trong họ Noctuidae.